# Ise mit Nebenbächen
Ise mit Nebenbächen este o arie protejată (sit de importanță comunitară — SCI) din Germania întinsă pe o suprafață de 272,34 ha, integral pe uscat.

## Localizare
Centrul sitului Ise mit Nebenbächen este situat la coordonatele 52°38′12″N 10°35′57″E / 52.6367°N 10.5992°E.

## Înființare
Situl Ise mit Nebenbächen a fost declarat sit de importanță comunitară în ianuarie 2005 pentru a proteja 5 specii de animale.

## Biodiversitate
Situată în ecoregiunea atlantică, aria protejată conține 1 habitat natural: Cursuri de apă de la nivel de câmpie la nivel montan, cu vegetație Ranunculion fluitantis și Callitricho-Batrachion.
La baza desemnării sitului se află mai multe specii protejate:
- mamifere (1): vidră de râu (Lutra lutra)
- nevertebrate (1): Ophiogomphus cecilia
- pești (3): Cobitis taenia Complex, cicar (Lampetra planeri), boarță (Rhodeus amarus)

Pe lângă speciile protejate, pe teritoriul sitului au mai fost identificate 1 specie de plante.